# HU Девы
HU Девы (лат. HU Virginis), HD 106225 — кратная звезда в созвездии Девы на расстоянии приблизительно 511 световых лет (около 157 парсек) от Солнца. Визуальная звёздная величина звезды — от +8,37m до +8,1m.
Открыта Фрэнсисом Ч. Фекелом, Дугласом С. Холлом и Грегори У. Генри в 1984 году**.

## Характеристики
Первый компонент (HD 106225A) — жёлто-оранжевая эруптивная переменная звезда типа RS Гончих Псов (RS:) спектрального класса K0III-IV, или K0IV, или K0, или K1IV, или K1V, или K1, или K2III. Масса — около 1,288 солнечной, радиус — около 5,213 солнечного, светимость — около 5,495 солнечной. Эффективная температура — около 5700 K.
Второй компонент (HD 106225B). Масса — около 0,57 солнечной. Орбитальный период — около 10,388 суток.
Третий компонент — красный карлик спектрального класса M. Масса — около 100,06 юпитерианской (0,09552 солнечной). Удалён в среднем на 1,627 а.е..
Четвёртый компонент. Масса — около 0,28 солнечной. Орбитальный период — около 2238,7 суток (6,1293 года).